# Изотово
Изотово — упразднённый посёлок в Тюхтетском районе Красноярского края России. Входил в состав Леонтьевского сельсовета. Упразднен в 2021 г.

## География
Находится вблизи административной границы с Кемеровской областью, примерно в 35 км к северо-западу от районного центра, села Тюхтет, на высоте 179 метров над уровнем моря. 

## Население
| 2010 |
| ---- |
| 0    |

По данным Всероссийской переписи, в 2010 году постоянное население в посёлке отсутствовало.